# Bradley Whitford
Bradley Whitford (Madison, 10 de outubro de 1959) é um ator norte-americano de teatro, televisão e cinema. Ele é mais conhecido por seu papel de Josh Lyman em The West Wing, Danny Tripp em Studio 60 on the Sunset Strip, Dan Stark em The Good Guys, Timothy Carter em The Mentalist e Eric Gordon em Billy Madison.
Whitford já foi indicado ao Primetime Emmy Award de Melhor Ator Coadjuvante em Série Dramática em 2001, 2002 e 2003 por seu trabalho em The West Wing, vencendo em 2001. Ele também já venceu dois Screen Actors Guild Award de Melhor Elenco em Série Dramática por The West Wing, em 2001 e 2002.

## Primeiros anos
Whitford nasceu em Madison, Wisconsin, no dia 10 de outubro de 1959. Ele terminou de estudar na Madison East High School em 1977, e se formou um mestrado em inglês na Universidade Wesleyan em 1981, onde seu colega de quarto era o futuro ator Richard Schiff. Whitford cursou a Divisão de Drama da Juilliard School entre 1981 e 1985, junto com Thomas Gibson.

## Carreira
O primeiro papel de Whitford na televisão foi em 1985 em um episódio da série The Equalizer. Sua estreia no cinema aconteceu um ano depois no filme Doorman, e em 1990 ele interpretou o papel de Tenente Jack Ross (e mais tarde o papel principal de Tenente Daniel Kaffee) na peça de Aaron Sorkin A Few Good Men.
Durante a década de 1990, ele apareceu em séries de televisão como NYPD Blue, The X-Files, ER e Felicity, e em filmes como Scent of a Woman, RoboCop 3, My Life, Philadelphia, Billy Madison e Bicentennial Man.
Em 1999, Whitford começou a interpretar Josh Lyman na série dramática The West Wing, criada por Sorkin. Por seu papel, ele venceu o Primetime Emmy Award de Melhor Ator Coadjuvante em Série Dramática em 2001, recebendo outras duas indicações em 2002 e 2003. Ele também escreveu dois episódios, "Faith Based Initiative" e "Internal Displacement". Depois do final da série em maio de 2006, Whitford se juntou ao elenco de Studio 60 on the Sunset Strip, também criada por Sorkin, como Danny Tripp.
De abril até setembro de 2008 ele estrelou a peça da Broadway Boeing-Boeing. No ano seguinte ele filmou The Cabin in the Woods, dirigido por Joss Whedon, que apenas foi lançado em abril de 2012. Em 2010, ele estrelou como Dan Stark a série The Good Guys, junto com Colin Hanks. Em 2018, entra no elenco regular de The Handmaid's Tale como o Comandante Joseph Lawrence.

## Vida pessoal
Whitford casou com a também atriz Jane Kaczmarek em 1992. Eles viviam em San Marino, Califórnia, junto com seus três filhos: Frances Genevieve, George Edward e Mary Louisa. Em 19 de junho de 2009, o casal anunciou seu divórcio após 16 anos de casamento.

## Filmografia

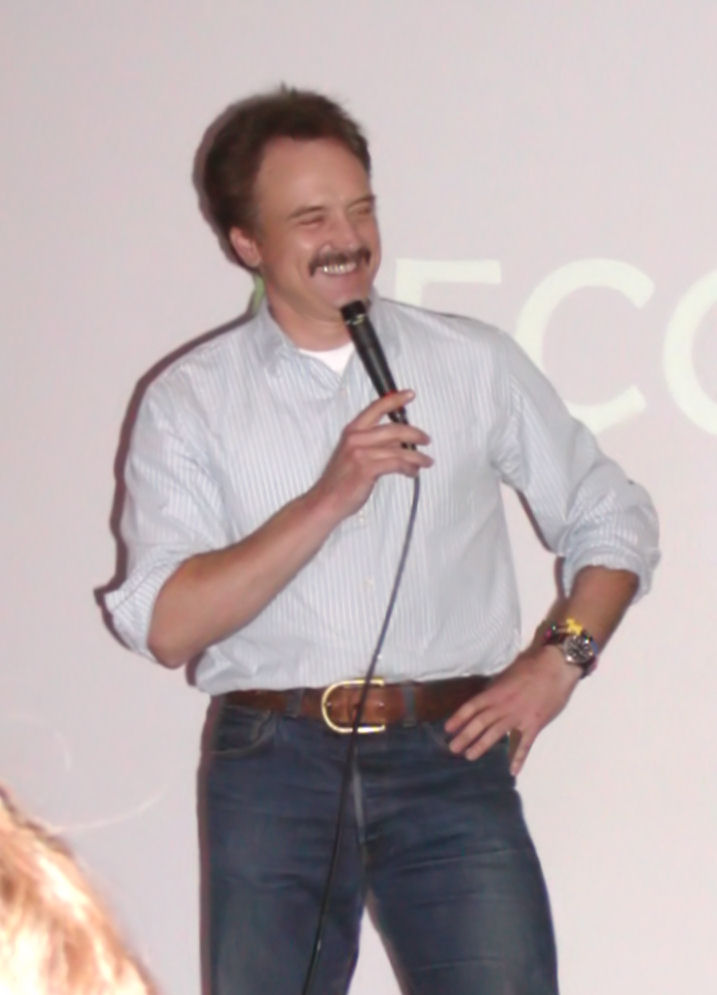
Bradley Whitford em 2008

### Filmes
| Ano  | Filme                                      | Papel                   | Notas              |
| ---- | ------------------------------------------ | ----------------------- | ------------------ |
| 1986 | Doorman                                    | Terry Reilly            |                    |
| 1987 | Adventures in Babysitting                  | Mike Todwell            |                    |
| 1987 | Revenge of the Nerds II: Nerds in Paradise | Roger                   |                    |
| 1990 | Vital Signs                                | Dr. Donald Ballentine   |                    |
| 1990 | Presumed Innocent                          | Jamie Kemp              |                    |
| 1990 | Young Guns II                              | Charles Phalen          | como Brad Whitford |
| 1990 | Awakenings                                 | Dr. Tyler               |                    |
| 1992 | Scent of a Woman                           | Randy Slade             |                    |
| 1993 | The Silent Alarm                           | Referee Dad             |                    |
| 1993 | RoboCop 3                                  | Fleck                   |                    |
| 1993 | My Life                                    | Paul Ivanovich          |                    |
| 1993 | A Perfect World                            | Bobby Lee               |                    |
| 1993 | Philadelphia                               | Jamey Collins           |                    |
| 1994 | The Client                                 | Thomas Fink             |                    |
| 1994 | Cobb                                       | Process Server          |                    |
| 1995 | Billy Madison                              | Eric Gordon             |                    |
| 1995 | The Desperate Trail                        | Tommy Donnelly          |                    |
| 1996 | My Fellow Americans                        | Carl Witnaur            |                    |
| 1997 | The Spittin' Image                         |                         |                    |
| 1997 | The People                                 | Michael Leary           |                    |
| 1997 | Masterminds                                | Miles Lawrence          | como Brad Whitford |
| 1997 | Red Corner                                 | Bob Ghery               |                    |
| 1999 | Wildly Available                           | Professor               |                    |
| 1999 | The Muse                                   | Hal                     |                    |
| 1999 | Bicentennial Man                           | Lloyd Charney           |                    |
| 2001 | Kate & Leopold                             | J.J. Camden             |                    |
| 2005 | The Sisterhood of the Traveling Pants      | Al                      |                    |
| 2005 | Little Manhattan                           | Adam                    |                    |
| 2007 | An American Crime                          | Prosecutor Leroy K. New |                    |
| 2008 | Bottle Shock                               | Professor Saunders      |                    |
| 2012 | The Cabin in the Woods                     | Steve Hadley            |                    |
| 2016 | Corra                                      | Dean Armitage           |                    |
| 2018 | The Darkest Minds                          | Presidente Gray         |                    |
| 2019 | Godzilla II: Rei dos Monstros              | Dr. Rick Stanton        |                    |

### Televisão
| Ano       | Programa ou série                   | Papel                      | Notas                   |
| --------- | ----------------------------------- | -------------------------- | ----------------------- |
| 1985      | The Equalizer                       | Dillart                    | 1 episódio              |
| 1986      | C.A.T. Squad                        | Leon Trepper               |                         |
| 1987      | The Betty Ford Story                | Jack Ford                  |                         |
| 1988      | Tales from the Darkside             | Tom Dash                   | 1 episódio              |
| 1993      | Black Tie Affair                    | Dave Brodsky               | 5 episódios             |
| 1994      | Web of Deception                    | Larry Lake                 |                         |
| 1994      | NYPD Blue                           | Norman Gardner             |                         |
| 1994      | Ellen                               | Doug                       | 1 episódio              |
| 1994      | The X-Files                         | Daniel Trepkos             | 1 episódio              |
| 1995      | Nothing But the Truth               | 'Mack' McCarthy            |                         |
| 1995      | ER                                  | Sean O'Brien               | 1 episódio              |
| 1996      | Touched by an Angel                 | Steven Thomas Bell         | 1 episódio              |
| 1997      | In the Line of Duty: Blaze of Glory | Tom LaSalle                |                         |
| 1997      | Tracey Takes On...                  | Nik                        | 1 episódio              |
| 1997      | Cloned                              | Rick Weston                |                         |
| 1998      | The Sky's on Fire                   | John Morgan                |                         |
| 1998      | The Secret Lives of Men             | Phil                       | 7 episódios             |
| 1999      | Behind the Mask                     | Brian Shushan              | como Brad Whitford      |
| 1999      | Felicity                            | Tom Anderson               | 1 episódio              |
| 1999-2006 | The West Wing                       | Josh Lyman                 |                         |
| 2002      | Malcolm in the Middle               | Meg's Husband              | 2 episódios             |
| 2002      | Frasier                             | Stu                        | 1 episódio              |
| 2005      | Fathers and Sons                    | Anthony                    |                         |
| 2006-2007 | Studio 60 on the Sunset Strip       | Danny Tripp                |                         |
| 2008      | Burn Up                             | Mack                       |                         |
| 2009      | Off Duty                            | Detective Glenn Falcon     |                         |
| 2009      | Monk                                | Dean Berry                 | 1 episódio              |
| 2010      | The Sarah Silverman Program         | Toby Grossnickel           | 1 episódio              |
| 2010      | The Good Guys                       | Detective Dan Stark        |                         |
| 2011      | In Plain Sight                      | Adam Wilson                | 1 episódio              |
| 2011      | Have a Little Faith                 | Mitch                      |                         |
| 2012      | The Mentalist                       | Timothy Carter             | 1 episódio              |
| 2012      | Parks and Recreation                | Councilman Pillner         | 1 episódio              |
| 2014-2015 | Brooklyn 99                         | Comandante Roger Peralta   | 2 episódios             |
| 2018-2025 | The Handmaid's Tale                 | Comandante Joseph Lawrence |                         |
| 2021      | Jurassic World: Camp Cretaceous     | Mitchell "Mitch"           | Temporada 2 4 Episódios |